# Wolf Creek 2
Wolf Creek 2 to australijski horror z 2013 roku w reżyserii Grega McLeana, sequel filmu Wolf Creek (2005). Światowa premiera obrazu nastąpiła w sierpniu 2013 podczas Międzynarodowego Festiwalu Filmowego w Wenecji.

## Fabuła
Młodzi zakochani, Rutger i Katarina postanawiają się wybrać w podróż po Australii. Ich wyprawa zamienia się w koszmar, gdy poznają psychopatycznego mordercę, uzbrojonego i gotowego zrobić wszystko. 

## Obsada
Źródło: Filmweb
- John Jarratt - Mick Taylor
- Ryan Corr - Paul Hammersmith
- Philippe Klaus - Rutger Enqvist
- Shannon Ashlyn - Katarina Schmidt
- Shane Connor - Starszy sierżant Gary Bulmer Junior
- Chloé Boreham - Lucille
- Kate Englefield - Angielka

i inni. 